# Copa Federación 2019
La Copa Real Federación Española de Fútbol 2019-20 fue la 27.ª edición de dicha competición. A partir de esta edición no se permitió la participación de equipos filiales en la fase nacional.

## Fase autonómica
Esta fase se desarrollará a nivel autonómico y podrán participar todos los clubes (incluido los filiales, que de quedar alguno ganador pasaría, a la Fase Nacional, el siguiente equipo no filial) de Segunda B de la pasada temporada, así como los clubes de Tercera División que no se hayan clasificado bien a la Copa del Rey, o bien a la fase nacional de la Copa RFEF. Las federaciones regionales se encargarán de su organización debiendo notificar a la RFEF, no más tarde del 12 de septiembre de 2019, los nombres de los equipos que se clasifican para la fase nacional.

## Fase nacional
La fase nacional está estructurada en cuatro cuadros clasificatorios, cada uno de los cuales se compone de ocho clubes según criterios de proximidad geográfica. En cada uno de los cuadros, se disputarán las eliminatorias correspondientes a dieciseisavos, octavos y cuartos de final.

### Equipos clasificados
Fuente: rfef.es/noticias
| Cuadro A | Cuadro B | Cuadro C | Cuadro D |
| --- | --- | --- | --- |
| Coruxo F.C. Salamanca C.F. U.D.S. Burgos C.F. C.F. Internacional de Madrid C.F. Unión Viera Arandina C.F. S.D. Compostela C.D. Móstoles U.R.J.C. | C.D. Calahorra C.D. Izarra C.D. Tudelano C.D. Llanes C. D. Tropezón Náxara C.D. C.D. Cortes Cultural de Durango | C. E. Sabadell F. C. C.D. Castellón C.D. Alcoyano C.D. Teruel U.D. Poblense A.E. Prat F.C. Jove Español Muleño C.F. | San Fernando C.D. C.F. Talavera de la Reina Real Murcia C.F. R.B. Linense Vélez C.F. C.D. Utrera U.B. Conquense Arroyo C.P. |

### Cuadro A
|  | Cuartos de final        | Cuartos de final |                |                  | Semifinales   | Semifinales   |  |                 | Final          | Final          |  |
|  | 3 de octubre            | 3 de octubre     |                |                  | 16 de octubre | 16 de octubre |  |                 | 6 de noviembre | 6 de noviembre |  |
|  |                         |                  |                |                  |               |               |  |                 |                |                |  |
|  |                         |                  |                |                  |               |               |  |                 |                |                |  |
|  | Salamanca C. F.         | 1                |                |                  |               |               |  |                 |                |                |  |
|  | Salamanca C. F.         | 1                |                |                  |               |               |  |                 |                |                |  |
|  | Burgos C. F.            | 0                |                |                  |               |               |  |                 |                |                |  |
|  | Burgos C. F.            | 0                |                | Salamanca C. F.  | 3             |               |  |                 |                |                |  |
|  |                         |                  |                | Salamanca C. F.  | 3             |               |  |                 |                |                |  |
|  |                         |                  | C. D. Móstoles | 2                |               |               |  |                 |                |                |  |
|  | C. D. Móstoles          | 2                | C. D. Móstoles | 2                |               |               |  |                 |                |                |  |
|  | C. D. Móstoles          | 2                |                |                  |               |               |  |                 |                |                |  |
|  | Unión Viera             | 0                |                |                  |               |               |  |                 |                |                |  |
|  | Unión Viera             | 0                |                |                  |               |               |  | Salamanca C. F. | 2 (2)          |                |  |
|  |                         |                  |                |                  |               |               |  | Salamanca C. F. | 2 (2)          |                |  |
|  |                         |                  | Coruxo F. C.   | 2 (3)            |               |               |  |                 |                |                |  |
|  | S. D. Compostela        | 4                | Coruxo F. C.   | 2 (3)            |               |               |  |                 |                |                |  |
|  | S. D. Compostela        | 4                |                |                  |               |               |  |                 |                |                |  |
|  | Arandina C. F.          | 1                |                |                  |               |               |  |                 |                |                |  |
|  | Arandina C. F.          | 1                |                | S. D. Compostela | 1             |               |  |                 |                |                |  |
|  |                         |                  |                | S. D. Compostela | 1             |               |  |                 |                |                |  |
|  |                         |                  | Coruxo F. C.   | 2                |               |               |  |                 |                |                |  |
|  | Coruxo F. C.            | 1                | Coruxo F. C.   | 2                |               |               |  |                 |                |                |  |
|  | Coruxo F. C.            | 1                |                |                  |               |               |  |                 |                |                |  |
|  | Internacional de Madrid | 0                |                |                  |               |               |  |                 |                |                |  |
|  | Internacional de Madrid | 0                |                |                  |               |               |  |                 |                |                |  |
|  |                         |                  |                |                  |               |               |  |                 |                |                |  |

### Cuadro B
|  | Cuartos de final | Cuartos de final |                 |                  | Semifinales   | Semifinales   |  |              | Final          | Final          |  |
|  | 3 de octubre     | 3 de octubre     |                 |                  | 16 de octubre | 16 de octubre |  |              | 7 de noviembre | 7 de noviembre |  |
|  |                  |                  |                 |                  |               |               |  |              |                |                |  |
|  |                  |                  |                 |                  |               |               |  |              |                |                |  |
|  | S. C. D. Durango | 2                |                 |                  |               |               |  |              |                |                |  |
|  | S. C. D. Durango | 2                |                 |                  |               |               |  |              |                |                |  |
|  | C. D. Tropezón   | 0                |                 |                  |               |               |  |              |                |                |  |
|  | C. D. Tropezón   | 0                |                 | S. C. D. Durango | 1             |               |  |              |                |                |  |
|  |                  |                  |                 | S. C. D. Durango | 1             |               |  |              |                |                |  |
|  |                  |                  | C. D. Izarra    | 4                |               |               |  |              |                |                |  |
|  | C. D. Izarra     | 2                | C. D. Izarra    | 4                |               |               |  |              |                |                |  |
|  | C. D. Izarra     | 2                |                 |                  |               |               |  |              |                |                |  |
|  | C. D. Llanes     | 1                |                 |                  |               |               |  |              |                |                |  |
|  | C. D. Llanes     | 1                |                 |                  |               |               |  | C. D. Izarra | 1              |                |  |
|  |                  |                  |                 |                  |               |               |  | C. D. Izarra | 1              |                |  |
|  |                  |                  | C. D. Tudelano  | 5                |               |               |  |              |                |                |  |
|  | C. D. Tudelano   | 5                | C. D. Tudelano  | 5                |               |               |  |              |                |                |  |
|  | C. D. Tudelano   | 5                |                 |                  |               |               |  |              |                |                |  |
|  | C. D. Cortes     | 0                |                 |                  |               |               |  |              |                |                |  |
|  | C. D. Cortes     | 0                |                 | C. D. Tudelano   | 1             |               |  |              |                |                |  |
|  |                  |                  |                 | C. D. Tudelano   | 1             |               |  |              |                |                |  |
|  |                  |                  | C. D. Calahorra | 0                |               |               |  |              |                |                |  |
|  | Náxara C. D.     | 0                | C. D. Calahorra | 0                |               |               |  |              |                |                |  |
|  | Náxara C. D.     | 0                |                 |                  |               |               |  |              |                |                |  |
|  | C. D. Calahorra  | 1                |                 |                  |               |               |  |              |                |                |  |
|  | C. D. Calahorra  | 1                |                 |                  |               |               |  |              |                |                |  |
|  |                  |                  |                 |                  |               |               |  |              |                |                |  |

### Cuadro C
|  | Cuartos de final | Cuartos de final |              |                 | Semifinales   | Semifinales   |  |                 | Final          | Final          |  |
|  | 9 de octubre     | 9 de octubre     |              |                 | 16 de octubre | 16 de octubre |  |                 | 6 de noviembre | 6 de noviembre |  |
|  |                  |                  |              |                 |               |               |  |                 |                |                |  |
|  |                  |                  |              |                 |               |               |  |                 |                |                |  |
|  | C. D. Alcoyano   | 0 (AI)           |              |                 |               |               |  |                 |                |                |  |
|  | C. D. Alcoyano   | 0 (AI)           |              |                 |               |               |  |                 |                |                |  |
|  | C. D. Castellón  | 3                |              |                 |               |               |  |                 |                |                |  |
|  | C. D. Castellón  | 3                |              | C. D. Castellón | 2             |               |  |                 |                |                |  |
|  |                  |                  |              | C. D. Castellón | 2             |               |  |                 |                |                |  |
|  |                  |                  | Jove Español | 0               |               |               |  |                 |                |                |  |
|  | Jove Español     | 0 (4)            | Jove Español | 0               |               |               |  |                 |                |                |  |
|  | Jove Español     | 0 (4)            |              |                 |               |               |  |                 |                |                |  |
|  | C. E. Sabadell   | 0 (1)            |              |                 |               |               |  |                 |                |                |  |
|  | C. E. Sabadell   | 0 (1)            |              |                 |               |               |  | C. D. Castellón | 0 (5)          |                |  |
|  |                  |                  |              |                 |               |               |  | C. D. Castellón | 0 (5)          |                |  |
|  |                  |                  | A. E. Prat   | 0 (4)           |               |               |  |                 |                |                |  |
|  | U. D. Poblense   | 2                | A. E. Prat   | 0 (4)           |               |               |  |                 |                |                |  |
|  | U. D. Poblense   | 2                |              |                 |               |               |  |                 |                |                |  |
|  | C. D. Teruel     | 1                |              |                 |               |               |  |                 |                |                |  |
|  | C. D. Teruel     | 1                |              | U. D. Poblense  | 1 (3)         |               |  |                 |                |                |  |
|  |                  |                  |              | U. D. Poblense  | 1 (3)         |               |  |                 |                |                |  |
|  |                  |                  | A. E. Prat   | 1 (5)           |               |               |  |                 |                |                |  |
|  | A. E. Prat       | 2                | A. E. Prat   | 1 (5)           |               |               |  |                 |                |                |  |
|  | A. E. Prat       | 2                |              |                 |               |               |  |                 |                |                |  |
|  | Muleño C. F.     | 1                |              |                 |               |               |  |                 |                |                |  |
|  | Muleño C. F.     | 1                |              |                 |               |               |  |                 |                |                |  |
|  |                  |                  |              |                 |               |               |  |                 |                |                |  |

### Cuadro D
|  | Cuartos de final           | Cuartos de final |                            |                       | Semifinales   | Semifinales   |  |             | Final          | Final          |  |
|  | 3 de octubre               | 3 de octubre     |                            |                       | 16 de octubre | 16 de octubre |  |             | 7 de noviembre | 7 de noviembre |  |
|  |                            |                  |                            |                       |               |               |  |             |                |                |  |
|  |                            |                  |                            |                       |               |               |  |             |                |                |  |
|  | Vélez C. F.                | 0                |                            |                       |               |               |  |             |                |                |  |
|  | Vélez C. F.                | 0                |                            |                       |               |               |  |             |                |                |  |
|  | Real Murcia                | 2                |                            |                       |               |               |  |             |                |                |  |
|  | Real Murcia                | 2                |                            | Real Murcia           | 1             |               |  |             |                |                |  |
|  |                            |                  |                            | Real Murcia           | 1             |               |  |             |                |                |  |
|  |                            |                  | C. F. Talavera de la Reina | 0                     |               |               |  |             |                |                |  |
|  | C. F. Talavera de la Reina | 2                | C. F. Talavera de la Reina | 0                     |               |               |  |             |                |                |  |
|  | C. F. Talavera de la Reina | 2                |                            |                       |               |               |  |             |                |                |  |
|  | C. D. Utrera               | 0                |                            |                       |               |               |  |             |                |                |  |
|  | C. D. Utrera               | 0                |                            |                       |               |               |  | Real Murcia | 2              |                |  |
|  |                            |                  |                            |                       |               |               |  | Real Murcia | 2              |                |  |
|  |                            |                  | R. B. Linense              | 1                     |               |               |  |             |                |                |  |
|  | San Fernando C. D. I.      | 4                | R. B. Linense              | 1                     |               |               |  |             |                |                |  |
|  | San Fernando C. D. I.      | 4                |                            |                       |               |               |  |             |                |                |  |
|  | Arroyo C. P.               | 0                |                            |                       |               |               |  |             |                |                |  |
|  | Arroyo C. P.               | 0                |                            | San Fernando C. D. I. | 0             |               |  |             |                |                |  |
|  |                            |                  |                            | San Fernando C. D. I. | 0             |               |  |             |                |                |  |
|  |                            |                  | R. B. Linense              | 1                     |               |               |  |             |                |                |  |
|  | R. B. Linense              | 4                | R. B. Linense              | 1                     |               |               |  |             |                |                |  |
|  | R. B. Linense              | 4                |                            |                       |               |               |  |             |                |                |  |
|  | U. B. Conquense            | 0                |                            |                       |               |               |  |             |                |                |  |
|  | U. B. Conquense            | 0                |                            |                       |               |               |  |             |                |                |  |
|  |                            |                  |                            |                       |               |               |  |             |                |                |  |

Los vencedores de cada cuadro se clasificarán a la Copa del Rey, y jugarán entre sí para proclamarse campeón.

### Fase Final por el campeonato
|  | Semifinales     | Semifinales     |                |             | Final          | Final          |  |
|  | 20 de noviembre | 20 de noviembre |                |             | 5 de diciembre | 5 de diciembre |  |
|  |                 |                 |                |             |                |                |  |
|  |                 |                 |                |             |                |                |  |
|  | C. D. Castellón | 0               |                |             |                |                |  |
|  | C. D. Castellón | 0               |                |             |                |                |  |
|  | Real Murcia     | 3               |                |             |                |                |  |
|  | Real Murcia     | 3               |                | Real Murcia | 1 (4)          |                |  |
|  |                 |                 |                | Real Murcia | 1 (4)          |                |  |
|  |                 |                 | C. D. Tudelano | 1 (2)       |                |                |  |
|  | C. D. Tudelano  | 1               | C. D. Tudelano | 1 (2)       |                |                |  |
|  | C. D. Tudelano  | 1               |                |             |                |                |  |
|  | Coruxo F. C.    | 0               |                |             |                |                |  |
|  | Coruxo F. C.    | 0               |                |             |                |                |  |
|  |                 |                 |                |             |                |                |  |

| Campeón Real Murcia C. F. |

### Octavos de final
Ronda disputada el 16 y 17 de octubre de 2019 a partido único.
Cuadro A
| Local                 | Resultado | Visitante              |
| --------------------- | --------- | ---------------------- |
| Salamanca C.F. U.D.S. | 3-2       | C.D. Móstoles U.R.J.C. |
| S.D. Compostela       | 1-2 (pr.) | Coruxo F.C.            |

Cuadro B
| Local          | Resultado | Visitante      |
| -------------- | --------- | -------------- |
| S.C.D. Durango | 1-4       | C.D. Izarra    |
| C.D. Tudelano  | 1-0       | C.D. Calahorra |

Cuadro C
| Local          | Resultado    | Visitante                        |
| -------------- | ------------ | -------------------------------- |
| C.D. Castellón | 2-0          | F.C. Jove Español de San Vicente |
| U.D. Poblense  | 1-1 (3-5 p.) | A.E. Prat                        |

Cuadro D
| Local                    | Resultado | Visitante                 |
| ------------------------ | --------- | ------------------------- |
| Real Murcia C.F.         | 1-0       | C.F. Talavera de la Reina |
| San Fernando C.D. Isleño | 0-1       | R.B. Linense              |

### Cuartos de final
Ronda disputada el 6 y 7 de noviembre de 2019 a partido único. Los equipos vencedores de esta ronda se clasificaron para la primera ronda de la Copa del Rey 2019-20.
Cuadro A
| Local                 | Resultado    | Visitante   |
| --------------------- | ------------ | ----------- |
| Salamanca C.F. U.D.S. | 2-2 (2-3 p.) | Coruxo F.C. |

Cuadro B
| Local       | Resultado | Visitante     |
| ----------- | --------- | ------------- |
| C.D. Izarra | 1-5       | C.D. Tudelano |

Cuadro C
| Local          | Resultado    | Visitante |
| -------------- | ------------ | --------- |
| C.D. Castellón | 0-0 (5-4 p.) | A.E. Prat |

Cuadro D
| Local            | Resultado | Visitante    |
| ---------------- | --------- | ------------ |
| Real Murcia C.F. | 2-1       | R.B. Linense |

### Semifinales
Ronda  disputada el 21 de noviembre de 2019 a partido único. Los equipos perdedores de esta ronda percibieron un premio de 12.020 €.
| Local          | Resultado | Visitante        |
| -------------- | --------- | ---------------- |
| C.D. Tudelano  | 1-0       | Coruxo F.C.      |
| C.D. Castellón | 0-3 (pr.) | Real Murcia C.F. |

### Final
Ronda disputada el 5 de diciembre de 2019 a partido único. El campeón recibió un premio en metálico por importe de 90.152 €, mientras que el premio para el subcampeón fue de 30.051 €. 
| Local            | Resultado    | Visitante     |
| ---------------- | ------------ | ------------- |
| Real Murcia C.F. | 1-1 (4-2 p.) | C.D. Tudelano |

Notas

## Clasificados para laCopa del Rey 2019-20
Se clasifican los cuatro semifinalistas.
| Bandera de la Región de Murcia | Bandera de Navarra | Bandera de Galicia | Bandera de la Comunidad Valenciana |
| Real Murcia C. F.              | C. D. Tudelano     | Coruxo F. C.       | C. D. Castellón                    |